# Ричмонд (округ Сент-Круа, Вісконсин)
Ричмонд (англ. Richmond) — місто (англ. town) в США, в окрузі Сент-Круа штату Вісконсин. Населення — 4074 особи (2020).

## Демографія
Згідно з переписом 2010 року, у місті мешкали 3272 особи в 1105 домогосподарствах у складі 919 родин. Було 1155 помешкань
Расовий склад населення:
| - 97,5 % — білих - 0,4 % — азіатів - 0,2 % — корінних американців - 0,2 % — чорних або афроамериканців |

До двох чи більше рас належало 1,3 %. Частка іспаномовних становила 1,5 % від усіх жителів.
За віковим діапазоном населення розподілялося таким чином: 31,4 % — особи молодші 18 років, 62,9 % — особи у віці 18—64 років, 5,7 % — особи у віці 65 років та старші. Медіана віку мешканця становила 34,2 року. На 100 осіб жіночої статі у місті припадало 106,7 чоловіків;  на 100 жінок у віці від 18 років та старших — 109,2 чоловіків також старших 18 років.
Середній дохід на одне домашнє господарство  становив 103 252 долари США (медіана — 95 000), а середній дохід на одну сім'ю — 111 152 долари (медіана — 101 429). Медіана доходів становила 61 648 доларів для чоловіків та 54 167 доларів для жінок. За межею бідності перебувало 2,3 % осіб, у тому числі 1,3 % дітей у віці до 18 років та 0,0 % осіб у віці 65 років та старших.
Цивільне працевлаштоване населення становило 1843 особи. Основні галузі зайнятості: виробництво — 21,6 %, освіта, охорона здоров'я та соціальна допомога — 17,1 %, роздрібна торгівля — 12,2 %, будівництво — 10,5 %.